# Alexander Iwanowitsch Mjasnikow
Alexander Iwanowitsch Mjasnikow (russisch Александр Иванович Мясников; * 8. Mai 1959 in Sysran) ist ein ehemaliger sowjetischer Hockeyspieler. Er gewann 1980 mit der sowjetischen Nationalmannschaft die olympische Silbermedaille.

## Karriere
Am Herrenwettbewerb bei den Olympischen Spielen 1980 in Moskau nahmen wegen des Olympiaboykotts nur sechs Mannschaften teil, die in der Vorrunde gegen jede andere Mannschaft antraten. Die Spanier belegten in der Vorrunde mit vier Siegen und einem Unentschieden den ersten Platz und traten im Kampf um die Goldmedaille gegen die in der Vorrunde zweitplatzierte indische Mannschaft an, die Inder gewannen das Finale. Im Spiel um den dritten Platz traf die Auswahl der Sowjetunion auf die polnische Mannschaft und gewann mit 2:1. Bei der Europameisterschaft 1983 in Amsterdam belegten die Niederländer und die sowjetische Mannschaft die ersten beiden Plätze in ihrer Vorrundengruppe, im direkten Duell trennten sich die beiden Mannschaften mit 2:2. Nachdem die sowjetische Mannschaft die Spanier im Halbfinale mit 4:2 geschlagen hatten, traf sie im Finale erneut auf die Niederländer. Das Spiel endete nach Verlängerung mit 4:4, im Siebenmeterschießen gewannen die Niederländer mit 8:6. Bei Mjasnikows zweiter Olympiateilnahme 1988 in Seoul belegte die sowjetische Mannschaft in der Vorrunde den vierten Platz und erreichte in den Platzierungsspielen den siebten Rang.
Mjasnikow spielte für den Verein Dinamo Alma-Ata, mit dem der Defensivspieler mehrfach sowjetischer Hockeymeister war. 1982 und 1983 siegte Alma-Ata im Europapokal der Landesmeister.